# ماريو برذرز
لعبة ماريو برذرز أي أخوة ماريو (بالإنجليزية:Mario Bros.) (باليابانية:マリオブラザーズ) ، هي لعبة إلكترونية ترفيهية، أنتجت من قبل شركة نينتندو سنة 1983م يلعب بها فردان، ففي اللعبة يظهر هنا ماريو بطل اللعبة بجانب شقيقه لويجي ، تبدأ اللعبة بتطهير المستنقع من الكائنات الزائدة والمضرة.
وتلك اللعبة عرضت للبيع في متجر الإلكتروني التابع لجهاز نينتندو وي بسعر زهيد جدا .

## المصدر
1. 1 2  Wii.com - Iwata Asks: New Super Mario Bros. Wii نسخة محفوظة 29 فبراير 2012 على موقع واي باك مشين.
2. ↑  "Famicom 20th Anniversary Original Sound Tracks Vol. 1". Scitron Digital Contents Inc. 2004. مؤرشف من الأصل في 2019-05-08.

## وصلات خارجية
- عرض اللعبة Mario Bros on VirtualNES
- موضوع عن ماريو برذرز على الويب باللغة الإنجليزية